# Sam Pluta
Samuel Francis „Sam“ Pluta (* 1979) ist ein US-amerikanischer Musiker (Live-Elektronik, Komposition) und Hochschullehrer, der sich im Bereich der Improvisationsmusik und Zeitgenössischen Musik betätigt.

## Leben und Wirken
Pluta studierte Computerwissenschaft an der Santa Clara University; nach dem Bachelor-Abschluss 2001 setzte er seine Studien an der University of Birmingham und University of Texas  at Austin fort, wo er jeweils Masterabschlüsse in Komposition erwarb. 2012 promovierte er an der Columbia University zum Thema „Laptop-Improvisation in einem vieldimensionalen Raum“. Zu seinen Lehrern gehörten George Lewis, Brad Garton, Tristan Murail, Fabien Lévy, Scott Wilson, Jonty Harrison, Russell Pinkston, Lynn Shurtleff und Bruce Pennycook. Er arbeitet seit den 2000er-Jahren im Bereich der improvisierten und elektroakustischen Musik mit Evan Parker, Ikue Mori, Peter Evans, Craig Taborn, Chris Pitsiokos, Jim Altieri, Rodrigo Constanzo u. a. in Projekten wie dem ElectroAcoustic Septet, dem Peter Evans Quintet und Rocket Science, ferner mit Jeff Snyder (ExcvlusiveOr, 2008) und Ingrid Laubrock, auch auf deren Werk Dreamt Twice, Twice Dreamt (2020). 2011 legte er sein Debütalbum Machine Language (Carrier) vor, an dem in unterschiedlichen Besetzungen u. a. Alex Mincek, Matthew Gold, Russell Greenberg und Matt Ward mitgewirkt hatten.
Pluta komponierte für das Wet Ink Ensemble (dessen technischer Leiter er ist), das New York Philharmonic und weitere Ensembles der zeitgenössischen Musik. Von 2011 bis 2015 leitete er das Studio für Elektronische Musik an der Manhattan School of Music; ferner unterrichtete er an der Columbia University und der Bennington University sowie in Spezialkursen an der Walden School. Pluta unterrichtet seit 2016 als Assistant Professor of Music am College der University of Chicago, wo er auch das CHIME Studio leitet und mit dem Ensemble Contempo für Neue Musik im Chicago Center for Contemporary Composition arbeitet.

## Diskographische Hinweise
- Peter Evans, Jim Altieri, Sam Pluta; Sum and Difference (Carrier, 2011)
- Evan Parker, Craig Taborn, Sam Pluta, Peter Evans: Rocket Science (More Is More, 2013)
- Evan Parker ElectroAcoustic Septet: Seven (Victo, 2014, mit George Lewis, Ned Rothenberg, Ikue Mori, Okkyung Lee, Peter Evans)
- Sam Pluta, Peter Evans: Event Horizon (Carrier, 2014)
- Broken Symmetries (Carrier, 2017; mit Anne La Berge, Josh Modney, Mivos Quartet, Wet Ink Ensemble)